# Pogajanja v organizaciji
Pogajanje v organizaciji je verjetno najbolj pomembna oblika sodelovanja znotraj organizacije. Poteka takrat, ko člani ali predstavniki posamezne organizacije poskušajo doseči sporazum o delitvi ali izmenjavi nečesa med seboj.
Pogajanje je obnašanje vseh vpletenih strank, usmerjenih drug proti drugemu, medtem ko poskušajo doseči sporazum o porazdelitvi ali izmenjavi stroškov ali koristi. Govorimo o vedenju, kjer posamezniki skrbijo za lastne ali za interese drugih ljudi preko izdelave sporazuma. Pogajanje poteka takrat, ko imajo različni ljudje in skupine različne interese, ki jih skušajo uskladiti s pomočjo skupnega sporazuma. O pogajanju lahko torej govorimo zgolj takrat, ko imajo stranke nasprotne interese pri določanju svojih rezultatov, izidov. Cilj sporazuma namiguje, da so stranke odvisne druga od druge pri doseganju svojih izidov. Izidi so lahko v obliki stroškov ali v obliki koristi, ugodnosti. Pogajanja so usmerjena proti sporazumu in ne nujno proti doseganju le-tega. Cilj pogajanj lahko privede do kompromisa, do ustvarjanja nevtralnosti med konfliktnimi interesi, do dokončne predaje s strani ene od strank, do začasnega zastoja ali pa do dokončne ločitve. Sporazum je moč doseči na delitvi donosov in stroškov (na primer denar, dolgovi, delovne ure, itd.) ali glede na izmenjavi določenih donosov ali stroškov za druge (npr. denar za material, delovne ure za okoljske ukrepe). 

## Tipi pogajanj
Van de Vliert in Mastenbroek (1998) navajata tri tipe pogajanj znotraj organizacij): 

### Zahtevalno pogajanje
To je tip pogajanja pri katerem gre za pridobivanje sporazuma o delitvi stroškov ali ugodnosti takrat, ko njihov lastnik še ne obstaja ali ko ta ni prisoten. Vsi dostopni izidi, kot so npr. bodoči klienti, integriteta, določene navade, časovna dolžnost, itd., niso last nobenega. Pogajanje se začne takrat, ko ena od strank vloži zahtevo bodisi po donosu, iztržku, bodisi po oprostitvi plačila določenih stroškov. Glede na to, da pogajalci niso lastniki teh zahtev, vložijo zahtevo o delitvi ali o pridobitvi določenega deleža izidov. Na začetku je ta delež najbolj ugoden, med procesom pogajanja pa se v sklopu sporazuma odločijo za manj ugodnega, saj težijo k temu, da bosta obe strani zadovoljni s končnim izidom pogajanja.

### Izmenjevalno pogajanje
Vsaka stranka je formalno ali neformalno lastnik zaželenih ugodnosti ali stroškov zavrnjenih s strani drugih strank (npr. določen proračun, dolg, podpis pravic, uporabno osebje, čas odmora, itd.). V tem primeru je nemogoče podati zahtevo, zato je edina možnost strank, da ponudijo odkup zaželenih dobrin ali prodajo nezaželenih. Govorimo o strankah v vlogi kupca ali prodajalca, pri čemer oba težita k doseganju optimalne izmenjave enega in drugega izida pogajanja. Pri izmenjevalnem pogajanju so doseženi tri delni sporazumi: glede na vrsto izmenjave, ceno izmenjave in velikost izmenjave. 

### Predstavniško pogajanje
Zadnji tip pogajanja se nanaša na doseganje sporazuma s strani pogajalca, ki je v vlogi nekoga, ki zahteva, prodaja ali kupuje v imenu druge osebe ali skupine. Organizacije v ta namen uporabljajo mediatorje, govornike ali odposlance. Slednje prestavljajo poklici kot so npr. nepremičninski agentje, odvetniki ali borzni prodajalci. Vsi predstavniki morajo delovati kot vezni člen med privrženci in nasprotniki v procesu pogajanja.

## Stili pogajanj

### Značilnosti
Z izrazom stili pogajanja označujemo značilnosti vedenjska pristopa med samim procesom pogajanja. Kenneth W. Thomas (1992) je ustvaril dvodimenzionalni taksonomski model strateških namer pogajalcev. Vsaka stranka je lahko pri procesu pogajanja vključena v eno izmed dimenzij. Prva dimenzija je poimenovana odločnost. Znotraj nje je stranka naravnana v zadovoljevanje lastnih potreb, interesov. Druga, imenovana kooperativnost, pa vključuje strankino željo po zadovoljevanju tujih interesov, potreb. V sklopu obeh dimenzij je opredelil 5 stilov pogajanj: tekmovanje, sodelovanje, ugajanje, sklepanje kompromisov in izogibanje:

#### Tekmovanje
Stil, pri katerem je stranka izključno usmerjena k zadovoljevanju lastnih potreb in ne tujih. Vključuje željo po zmagi ne glede na žrtvovanje drugih. Druga sorodna poimenovanja za tekmovanje so: prisila, zmaga-poraz, dominiranje in potegovanje za nekaj. V času pogajanja želi tekmovalna stranka prepričati druge, da je njen zaključek pravilen, medtem ko je njihov napačen. 

#### Sodelovanje
Vključuje obe dominantni dimenziji – odločnost in kooperativnost. Namen je popolnoma zadovoljiti interese strank pri sprejemanju integrativnega sporazuma. Druga poimenovanja za pojem sodelovanje so: reševanje, sinergija, integracija in soočanje. Stranke želijo doseči »zmaga-zmaga« rezultat, ki omogoča doseganje ciljev obeh strank. Sodelovalne stranke želijo sintezo, novo idejo, zaključek, ki vključuje veljaven vpogled v interese vseh strank. 

#### Ugajanje
Vključuje zgolj kooperativnost in ne odločnost, kar pomeni, da je stranka namenjena zadovoljevanju tujih potreb in ne lastnih. Drugi podobni termini, ki označujejo pojem ugajanje so: zgladiti spor, izguba donosa, ustrežljivost in voljnost. Pri ugajanju gre za zadovoljevanje tujih, v škodo lastnih interesov, podpiranju drugih predlogov in zanemarjanje lastnih ter oproščanje drugim za določene prekrške in posledično dopuščanje naslednjih. 

#### Sklepanje kompromisov
Podobno kot sodelovanje, tudi sklepanje kompromisov vključuje kombiniranje obeh glavnih dimenzij - odločnost in kooperativnost. Pomeni srednjo vrednost med stiloma ugajanje in tekmovanje. Pri sklepanju kompromisov gre za poskus doseganja zmernega, vendar nepopolnega zadovoljevanja interesov obeh strank. Vključuje odpovedovanje nečemu ter vztrajanje pri nečem. Predvsem skušajo stranke zadovoljevati potrebe, a ne optimizirati rešitve za obe stranki. Gre za iskanje delnih rešitev, umeščenih med interesi obeh strank. 

#### Izogibanje
Izogibanje pomeni odsotnost obeh prvotnih dimenzij odločnosti in kooperativnosti. Vključuje hrepenenje po izogibanju in ignoriranju interesov vseh strank v procesu pogajanja. Sorodni termini za izogibanje so: poraz-izhod, neaktivnost, izmikanje in odmikanje. Značilno je nevpletanje /nevpletenost stranke v problem in v izide procesa pogajanj.

### Kulturna pogojenost
Intrakulturne študije namigujejo, da ima vsaka država svoj dominantni in s kulturo pogojen stil pogajanja. Predpostavljajo tri bazične stile prepričevanja v procesu pogajanja: dejanski-induktivni, očitni-deduktivni in afektivni-intuitivni. Prvi je vezan na prepričevanje povezan z logiko in je značilen za Severnoameriške pogajalce. Američani so prav tako konsistentni pri uporabi agresije v procesu pogajanja. Očitni-deduktivni stil prepričevanja temelji na idealih. Pojavljal se je v bivši Sovjetski zvezi. Zadnji stil, imenovan afektivni-intuitivni, se usmerja na čustveni vidik prepričevanja in je tipičen za arabske države.

## Strategije pogajanj
Strategije pogajanj sta Walton in McKersie razdelila na distributivne in integrativne.

### Distributivne strategije
Distributivne strategije predstavljajo proces pogajanja, pri katerem je rezultat ene stranke popolnoma koreliran z rezultatom druge stranke. Gre za proces »dati in vzeti«, ki vključuje kombiniranje dveh nasprotnih dimenzij; tekmovanje in ugajanje.  Pri distributivni strategiji je namen stranke pridobiti velik del celotnega deleža s povečevanjem lastnega uspeha na račun uspeha svojih kolegov. Večinoma gre za konflikte pri pogajanju, ki so enostavni, a številčni, kot je npr. razdelitev velike vsote denarja med strankami ali plačevanje velike vsote denarja določeni drugi stranki. Določena stranka želi motivirati drugo, da bi sprejela sporazum, ki je bližje interesom prve stranke, kot pa interesom druge. Dodatno, prva stranka teži k temu, da bi druga opustila svoje interese in sprejela odločitev, ki je bližja njenim interesom. To poskušajo storiti preko spreminjanja instrumentalnega razmišljanja, normativnega razmišljanja in čustvovanja ciljane stranke. Pri spreminjanju instrumentalnega razmišljanja je primarna stranka usmerjena na taktiko prepričevanja druge, da ni nobene realne možnosti o doseganju želenih ciljev. Posledično naj sprejme poravnavo, ki je bližje ciljem primarne stranke, saj so le-ti realno dosegljivi. Namen je preusmeriti prvoten cilj stranke v smer, ki je znotraj ciljev primarne stranke. Z vidika vplivanja na normativno razmišljanje je namen primarne stranke usmerjen na prepričevanje drugih, da je njihov cilj pošten in primeren, ter da je cilj druge stranke nepošten in neprimeren. Na splošno gre za vplivanje na generalno sprejeti normi pravičnosti in poštenosti. Zadnji namen primarne stranke je vplivanje na čustveni vidik znotraj procesa pogajanja. Cilj je sprožati čustva kot sta npr. razumnost in radodarnost. V procesu pogajanja morajo primarne stranke preprečiti kakršnekoli izbruhe jeze, ki bi lahko zmanjšale razumnost strank in povečale njihove »zmaga-poraz« interese. Težijo k povečanju pozitivnih čustev pri vseh sodelujočih strankah. To je pomembno, saj tako povečajo radodarnost drugih pri konfliktu, zaradi katerega se je sprožil proces pogajanja.

### Integrativne strategije
Integrativne strategije vključujejo doseganje skupnega zadovoljstva pri razreševanju konfliktnega vprašanja v procesu pogajanja. V tem primeru želijo stranke sodelovati med seboj tako, da iščejo alternativne možnosti, ki bi omogočale popolno zadovoljevanje potreb in interesov vseh strank (»zmaga-zmaga«). Ena od možnosti pa je tudi »poraz-poraz« situacija, kjer stranke zanemarjajo medsebojne interese in zmanjšajo kakovost konfliktnega vprašanja v procesu pogajanja. Integrativne strategije nastopijo takrat, ko ne govorimo o fiksnih dilemah, kot je npr. denar pri distributivnih strategijah. Vključuje predvsem bolj kompleksna organizacijska razmerja, kjer samo razmerja in multipli problemi niso fiksni, ampak se jih lahko spreminja preko alternativnih možnosti. V tem primeru morajo stranke ustvarjati in pregledati vse možne alternative ter sprejeti samo eno najboljšo. V procesu ustvarjanja alternativ pa morajo vse stranke, vključene v pogajanje, podati natančne in pravilne informacije o morebitnih pomislekih, možnih izidih alternativ ter svojih občutkih zadovoljstva z želenim rezultatom. Pri ustvarjanju alternativnih možnosti so vse stranke fleksibilne in usmerjene v raziskovanje. Zaželen pa je tudi občutek zaupanja, da druge stranke ne bodo zlorabljale informacije v tekmovalne namene. Tudi pri integrativnih strategijah obstajajo instrumentalne taktike, normativne taktike in taktike vezane na čustva drugih. Integrativne instrumentalne taktike želijo pokazati drugim strankam, da so integrativni rezultati tako instrumentalni kot tudi uresničljivi. Prepričujejo stranke, da z integrativnim rezultatom ne ogrožajo svojih interesov, ampak jih zadovoljujejo. Skušajo jih pripraviti v sodelovanje, v zaupanje drugim udeležencem pri procesu pogajanja ter v možnost uresničevanja vseh želenih interesov. Z integrativnim pristopom se zadovoljstvo obeh strank pojavlja na prvem mestu. Normativne taktike so usmerjene v povečanje mišljenja drugih o primernosti integrativnih strategij. Spodbujajo norme, ki so generalno sprejete. Prav tako pa spodbujajo občutek pravičnosti pri izbiranju vseh možnih alternativnih rešitev. Sprejeti sporazum na podlagi občutka pravičnosti, bo zmanjšal možnost nastanka distributivne strategije. Čustvene taktike pri integrativnih strategijah so podobne tistim iz distributivnih strategij. Vezane so na manjšanje negativnih čustev in povečevanje pozitivnih.

## Značilnosti pogajalcev
Uspešen pogajalec je nekdo, ki je zmožen uspešno zmanjšati negativna čustva pri drugih strankah in ustvarjati elemente podpiranja znotraj procesa pogajanja. Zmožen je zmanjšati ali celo izničiti provokativna in nadležna obnašanja ter komentarje po principu »brani-napadi«. Prav tako je sposoben drugemu podati čas za razmislek in uporabljati tehnike aktivnega poslušanja. V vseh pogledih je uspešen pogajalec nekdo, ki je ocenjen kot učinkovit iz obeh strani, nekdo, ki ima veliko število uspehov in malo število porazov pri procesu pogajanja. 
Barry in Friedman sta ugotavljala karakteristike pogajalca pri distributivni in integrativni strategiji. Odkrila sta, da se distributivna strategija povezuje z visoko stopnjo ekstravertnosti in sprejemljivosti. Definicija ekstravertnosti je vezana na lastnosti posameznika, ki je socialen, asertiven, komunikativen, aktiven in ima težnjo po stalnem govorjenju. Sprejemljivost pa označuje posameznika, ki je spoštljiv, fleksibilen, toleranten, zaupljiv in kooperativen. Ekstravertnost je najbolj pomembna v začetnih fazah distributivne strategije pogajanja. Visoka stopnja sprejemljivosti je najpomembnejša lastnost pogajalcev takrat, ko se predstavi prva ponudba. Tisti pogajalci, ki imajo nizko stopnjo prizadevanja in posledično nizko stopnjo ekstravertnosti ter sprejemljivosti, so v veliki nevarnosti, da postanejo žrtve lastnih značajskih lastnosti, v primerjavi s pogajalci, ki imajo visoka pričakovanja do uspeha. Pri integrativni strategiji pogajanja ekstravertnost in sprejemljivost nista pomembni. Pametnejši pogajalec je sposoben razumeti prave interese, namene nasprotnika in izvabiti več koristi zase.
Nasprotno od Barry in Friedman pa so ugotavljali kasnejši raziskovalci, ki so pojem sprejemljivosti v večji meri povezovali z integrativnimi strategijami pogajanja in ne z distributivnimi. Menijo, da slednja strategija potrebuje agresivnost in manipulacijo, medtem ko integrativna kooperativnost, samoučinkovitost in sposobnost odprte komunikacije.